# Sol a casa 4
Sol a casa 4 (títol original en anglès: Home Alone 4 i també coneguda com a Home Alone 4: Taking Back the House) és una pel·lícula estatunidenca del 2002 dirigida per Rod Daniel, escrita per Debra Frank i Steve L. Hayes, i produïda per French Adens. És la quarta pel·lícula de la seqüela de Sol a casa.
Aquesta pel·lícula porta de tornada a molts dels personatges principals de les primeres dues pel·lícules, malgrat això tots van ser interpretats per diferents actors. La pel·lícula es va gravar fora dels Estats Units. Encara situat a Chicago, en realitat va ser gravada a Sud-àfrica. La trama gira entorn de Kevin McCallister (Mike Weinberg) tractant de defensar la casa de la seva futura madrastra de Marv (French Stewart) i la seva dona Vera (Missi Pyle).

## Argument
Kate i Peter s'han divorciat. Al principi de la pel·lícula, Peter, el pare de Kevin, convida els seus fills a passar el nadal a la casa de Natalie, la seva nòvia. Cap d'ells accepta, fins que gràcies a Buzz, Kevin decideix anar a passar el nadal amb ells. Quan Kevin arriba a la casa, coneix a Prescott, l'encarregat de seguretat i Molly, una dolça senyora. Natalie viu en una moderna mansió equipada amb un munt de tecnologia, que Kevin sabrà utilitzar quan Marv i la seva dona, Vera, comencen a entrar a la casa amb l'objectiu de planificar el rapte d'un príncep que arribarà a la casa de Natalie uns dies després. Marv i la seva dona compten amb l'ajuda d'un còmplice dins de la casa.

## Repartiment
| Actor            | Personatge        |
| ---------------- | ----------------- |
| Michael Weinberg | Kevin McCallister |
| French Stewart   | Marv Merchants    |
| Missi Pyle       | Vera              |
| Erick Avari      | Prescott          |
| Barbara Babcock  | Molly             |
| Joanna Going     | Natalie           |
| Jason Beghe      | Peter McCallister |
| Clare Carey      | Kate McCallister  |
| Gideon Jacobs    | Buzz              |
| Chelsea Russo    | Megan             |

## Saga
- Sol a casa (1990)
- Sol a casa 2: Perdut a Nova York (1992)
- Sol a casa 3 (1997)